# Maruja Moutas
Maruja Moutas Merás (Oviedo, 10 de septiembre de 1916-Madrid, 30 de junio de 2015) fue una pintora española.

## Trayectoria
Recibió su primera formación artística con el paisajista Eugenio Tamayo en Oviedo, donde vivió hasta la Guerra Civil Española. Finalizada la contienda, la familia se trasladó a Madrid, tras una breve estancia en Navia y otra en Ribadeo. Años después, asistió a la Real Academia de Bellas Artes de San Fernando como alumna libre y pintó asiduamente en los estudios de Manuel Ortega y Pedro Mozos. En ese tiempo frecuentó el Café Gijón, donde conoció a miembros de la Escuela de Madrid, lo que también contribuyó a su formación. Completó sus estudios en la Escuela de Artes y Oficios asistiendo a clases de grabado y esmalte.
Su primera exposición fue en 1956, en la librería-galería Abril de Madrid. Poco después, recibió el Premio Sésamo de pintura. En estos años, alquiló un estudio en Chueca para dedicarse completamente al arte.    
En 1961 participó en la muestra de Estampa Popular celebrada en la sala de la Sociedad Española de Amigos del Arte, junto con artistas como Juan Barjola, Pancho Cossío, María Antonia Dans, Isabel Santaló, Lucio Muñoz María Victoria de la Fuente o Antonio Saura, entre muchos otros. En esta década se multiplican sus exposiciones y reconocimientos. Además de participar en numerosas muestras colectivas, de forma individual expuso en el Ateneo Jovellanos de Gijón, la Escuela de Nobles y Bellas Artes de San Eloy en Salamanca, la Casa de la Cultura de Avilés, la Casa do Brasil en Madrid, la Caja de Ahorros y Monte de Piedad de Salamanca, el Club Internacional de Prensa de Madrid o galerías como Grife Escoda y Cristamol, en Madrid y Oviedo respectivamente.         
Especialmente significativa fue la exposición en la Dirección General de Bellas Artes en 1967. Sobre esta muestra individual escribió José Hierro:

En arte es fundamental la imaginación, el don de inventar mundos distintos cada vez en lugar de limitarse a reiterar unas células formales. En esta sentido, Maruja Moutas es artista verdadera. Su arte está (...) en las fronteras del expresionismo aunque sin la acritud crítica, el latigazo en el toque. Es como un expresionismo líricamente atenuado, del cual queda solo la solución fauve del color, los contrastes de complementarios, la paleta irreal. Pero en esta colección de obras hay un criterio unificador, un punto de vista para mirar el mundo. Hay, en suma, una mina rica explotada con personalidad.

En los años 70, también prolíficos, expuso de forma individual en galerías como Orfila o La Kabala, donde lo haría en varias ocasiones. Presentó su obra, además, en otros espacios culturales como el C.A Municipal de Vigo o la Sala Divino Morales de Cáceres. Hasta mitad de los años 80, en que disminuyó su actividad, estuvo presente en multitud de muestras colectivas y se siguieron organizando un buen número de individuales.  
El Museo de Bellas Artes de Asturias le dedicó una retrospectiva en 1983. Tras dos exposiciones en Marbella y Llanes en los años 1994 y 1995 respectivamente, su última exposición se celebró en la Galería Orfila de Madrid en el año 2001.

## Obra en colecciones públicas
Su obra está en el Museo Nacional Centro de Arte Reina Sofía de Madrid, el Museo de Bellas Artes de Asturias en Oviedo, la Pinacoteca de la Casa do Brasil en Madrid y en la Diputación de Tarragona.

## Premios y Reconocimientos
- Premio Sésamo de pintura en 1957.
- Premio Diputación de Tarragona en 1966.
- III Medalla en la Exposición Nacional de Bellas Artes en 1968.[2]
- Participación en el Salón Femenino de París en 1968.
- Pensión especial de Bellas Artes de la Fundación Juan March en 1969.
- Beca del Ministerio de Cultura.
- Mención de honor del Primer Certamen Nacional de Puerto Príncipe en 1980.[5]
- En el año 2004 recibió la medalla de plata del Principado de Asturias, junto a un grupo de mujeres artistas que protagonizaron la vanguardia artística asturiana del siglo XX.[6]